# سيه أف سوليتيود
سيه أف سوليتيود (بالإنجليزية:Sea of Solitude)، هي لعبة فيديو ألمانية مستقلة، تم تطويرها في ستوديو جو-مي غيمز الألمانية، وتم نشرها من قبل شركة إلكترونيك آرتس الأمريكية، وسيتم إصدارها بتاريخ 5 يوليو 2019، وتعمل على منصات بلاي ستيشن 4، مايكروسوفت ويندوز وإكس بوكس ون، وتعمل لمحرك يونيتي.